# Independent Hill (Virginia)
Independent Hill è un census-designated place (CDP) degli Stati Uniti d'America, situato nello stato della Virginia, nella contea di Prince William. Secondo il censimento del 2020 gli abitanti di Independent Hill ammontavano a 10 165.